# Akina Nakamori
 (septembre 2016).
Akina Nakamori (中森明菜, Nakamori Akina), est une chanteuse et actrice japonaise. Elle naît le 13 juillet 1965 dans l'arrondissement d'Ōta à Tokyo et grandit à Kiyose.
Repérée à 16 ans lors de son passage dans l'émission Star Tanjō! sur la chaîne Nippon Television, elle signe un contrat avec Warner Pioneer. Son 1er single, Slow Motion, sort en 1982. La même année, le 2e, Shōjo A devient son premier tube. En 1983, elle gagne en notoriété avec des tubes comme Second Love ou Kinku. Elle enchaîne ensuite les hits avec entre autres Kita Wing et Kazari ja nai no yo namida wa. Elle reçoit le Japan Record Award deux années de suite, pour Mi Amore en 1985 et DESIRE - Jōnetsu en 1986. Elle partage l'affiche de plusieurs dramas, comme Sugao no mama de (ja) (1992) avec Narumi Yasuda ou Tsumetai tsuki aux côtés de Hiromi Tagasaku.
En 2010, elle annonce son retrait de la scène pour raisons de santé. 4 ans et 3 mois plus tard, elle apparaît en tant qu'invitée spéciale dans l'édition 2014 de l'émission musicale Kōhaku Uta Gassen, en direct d'un studio d'enregistrement à New York.

## Biographie
Nakamori Akina commence sa carrière au début des années 1980 au Japon. Elle enchaîne rapidement les succès grâce à une production discographique impressionnante, au rythme de 2 à 3 albums par an. Très vite, Nakamori Akina truste toutes les premières places au Japon, régnant de fait sur la J-Pop durant plus de six ans. En 1987, l'un de ses plus gros succès, l'album Desire, lui permet d’occuper le haut des hit parades japonais durant plusieurs semaines d'affilée.
En 1989, pourtant au sommet de sa gloire, Nakamori Akina fait une tentative de suicide à la suite de sa rupture avec le chanteur Masahiko Kondō, brisant alors sa trajectoire jusqu'à présent sans faute. S'ensuivent plusieurs années de difficultés où les albums beaucoup moins inspirés ne gagnent plus le haut des hit-parade japonais.
C'est finalement à la fin des années 1990 que Nakamori Akina retrouve un nouveau souffle avec la série des trois albums Uta Hime auxquels succèdent d'autres albums comme I Hope So en 2003.
En 2008, une tentative de chanson populaire de genre Enka ne donne pas les résultats escomptés.
Nakamori Akina se distingue des autres chanteuses japonaises par sa voix grave qui contraste beaucoup avec les productions habituelles des chanteuses japonaises. Si les textes des chansons ne sont pas très différents des standards habituels (chanson d'amour, de rupture, de souvenirs), les musiques sont bien plus intéressantes[non neutre].
Néanmoins, seul un public limité de fans a suivi Nakamori Akina dans sa nouvelle approche de la variété, plus tout à fait au goût de la jeunesse des années 2000.
La surprise a finalement lieu en 2009 avec l'album Diva, très inspiré, qui lui permet de renouer à nouveau avec le succès[réf. nécessaire]. Mais en octobre 2010, des problèmes de santé l'oblige à annuler brusquement ses spectacles de fin d'année, et à se retirer de la scène. Elle surprendra son public en apparaissant Kōhaku Uta Gassen le 31 décembre 2014, une première depuis 2002. Elle y a interprété Rojo -Tierra-, son premier single en plus de quatre ans, en direct d'un studio d'enregistrement aux États-Unis. Le single sortira le 21 janvier 2015 en version physique, suivi, une semaine plus tard, d'un nouveau cover album Utahime 4 -My Eggs Benedict-. Un nouveau single, unfixable, sortira le 30 septembre de la même année, suivi d'un nouvel album original, FIXER, le 30 décembre 2015, le premier en plus de 6 ans. 2016 aura été l'année de son retour sur scène, avec une série de plusieurs Dinner Shows à travers le Japon au mois de décembre, quelques jours après la sortie d'un nouveau cover album intitulé Belie sorti fin novembre.

## Commentaires
Le mangaka Izumi Matsumoto s'est inspiré de la chanson de Nakamori Shōjo A (sur la frustration sexuelle d'une jeune fille rebelle) pour créer le personnage culte de Madoka (Sabrina) dans son manga Kimagure Orange Road (anime Max et Compagnie).

## Discographie

### Singles
1. 1er mai 1982 : Slow Motion (Joken Hansha)
2. 28 juillet 1982 : Shōjo A (Yume Handan)
3. 10 novembre 1982 : Second Love (Kagami no Naka no J)
4. 23 février 1983 : Nibunnoichi no Shinwa (Nukumori)
5. 1er juin 1983 : Twilight - Yūguretayori - (Drive)
6. 7 septembre 1983 : Kinku (Ame no Requiem)
7. 1er janvier 1984 : Kita Wing (Namida no Katachi no Earring)
8. 11 avril 1984 : Southern Wind (Yume Haruka)
9. 25 juillet 1984 : Jikkai (1984) (Korekara Naturally)
10. 14 novembre 1984 : Kazari Ja Nai no yo Namida wa (Moonlight Letter)
11. 15 décembre 1984 : Kita Wing (Refrain)
12. 8 mars 1985 : Mi Amore (Lonely Journey)
13. 1er mai 1985 : Akaitori Nigeta (Babylon)
14. 19 juin 1985 : Sand Beige-Sabakuhe (Tsubaki Hime Julianna)
15. 9 septembre 1985 : Solitude (Again)
16. 3 février 1986 : Desire-Jōnetsu (La Boheme)
17. 26 mai 1986 : Gypsy Queen (Saigo no Carmen)
18. 25 septembre 1986 : Fin (Abunai Mon Amour)
19. 4 février 1987 : Tango Noir (Milonguita)
20. 3 juin 1987 : Blonde (Amish)
21. 30 septembre 1987 : Nanpasen (Koiji)
22. 27 janvier 1988 : Al-Mauj (Bara Hitoyo)
23. 18 mai 1988 : Tattoo (Koakuma Rupuazon)
24. 1er novembre 1988 : I Missed the Shock (Bilitis)
25. 25 avril 1989 : Liar (Blue on Pink)
26. 17 juillet 1990 : Dear Friend (Caribbean)
27. 16 novembre 1990 : Mizunisashita Hana (Angel Eyes)
28. 25 mars 1991 : Futari Shizuka (Wasurete...)
29. 21 mai 1993 : Everlasting Love (Not Crazy to Me)
30. 24 mars 1994 : Kata Omoi (Aibu)
31. 2 septembre 1994 : Yoru no Dokokade -night shift- (Rose Bud)
32. 5 octobre 1994 : Gekka (Blue Lace)
33. 21 juin 1995 : Genshi, Onna wa Taiyō Datta (Kirei)
34. 1er novembre 1995 : Tokyo Rose (Yasashii Kankei)
35. 7 août 1996 : Moonlight Shadow - Tsuki ni Hoeru
36. 21 février 1997 : Appetite (Sweet Suspicion)
37. 11 février 1998 : Kisei -Never Forget- (Tsuki wa Aoku)
38. 21 mai 1998 : Konya, Nagareboshi (Arashi no Naka de)
39. 23 septembre 1998 : Tomadoi (Good-Bye My Tears)
40. 21 janvier 1999 : Ophelia
41. 1er décembre 1999 : Trust Me
42. 31 mai 2001 : It's brand new day
43. 2 mai 2002 : The Heat ～musica fiesta～
44. 30 avril 2003 : Days
45. 12 mai 2004 : Akai Hana
46. 7 juillet 2004 : Hajimete Deatta Hi no Yō ni
47. 7 décembre 2005 : Rakka Ryūsui
48. 17 mai 2006 : Hana yo Odore
49. 23 septembre 2009 : DIVA Single Version
50. 13 juillet 2010 : Crazy Love

### Albums
Albums originaux
1. Prologue - 1er juillet 1982
2. Variation - 27 octobre 1982
3. Fantasy - 23 mars 1983
4. New Akina Entranger - 10 août 1983
5. Anniversary - 1er mai 1984
6. Possibility - 10 octobre 1984
7. Bitter And Sweet - 3 avril 1985
8. D404ME - 10 août 1985
9. Fushigi - 11 août 1986
10. Crimson - 24 décembre 1986
11. Cross My Palm - 25 août 1987
12. Stock - 3 mars 1988
13. Femme Fatale - 3 août 1988
14. Cruise juillet - 25 1989
15. Unbalance+Balance - 22 septembre 1993
16. La Alteracion - 21 juillet 1995
17. Shaker - 21 mars 1997
18. Spoon - 17 juin 1998
19. Will - 1er décembre 1999
20. Resonancia - 22 mai 2002
21. I Hope So - 14 mai 2003
22. Destination - 21 juin 2006
23. Diva - 26 août 2009
24. Fixer - 30 décembre 2015
25. Akina - 8 novembre 2017

Éditions spéciales
1. Silent Love - 21 décembre 1984
2. My Best Thanks - 21 décembre 1985
3. Non-Fiction Ecstasy - 10 novembre 1986
4. Wonder - 1er juin 1988
5. Vamp - 18 décembre 1996

Albums de reprises
1. Utahime - 24 mars 1994
2. Zero Album ~ Utahime 2 - 20 mars 2002
3. Utahime 3 ~ Shuumaku - 3 décembre 2003
4. Folk Song - 24 décembre 2008
5. Folk 2 Song - 29 juillet 2009

### Compilations
1. Best Akina Memowaru - 21 décembre 1983
2. Best - 1er avril 1986
3. Best II - 24 décembre 1988
4. Best III - 10 novembre 1992
5. Your Selection~The Very Best of Akina~  - 25 avril 1993
6. Lyriscism ~Ballad Collection~  - 10 juillet 1993
7. Akina - 10 novembre 1993
8. Mouhitori no Akina - 10 décembre 1993
9. Namida no Kawarini... ~Ballad Collection II~ - 25 mars 1994
10. Play With The Danger ~Rock Collection~ - 25 mars 1994
11. Only Woman ~Best of Love Songs~ - 18 mai 1994
12. Akina Nakamori Singles 27 1982-1991 - 30 novembre 1994
13. True Album ~Akina 95 Best~ - 6 décembre 1995
14. Akina Nakamori ~ Collection 1982-1991~ - 1er mai 1996
15. Akina Nakamori Super Best - 4 mars 1998
16. Recollection ~Akina Nakamori Super Best~ - 25 mai 1998
17. Regeneration ~Nakamori Akina Remix~ - 25 juin 1998
18. Regeneration ~Nakamori Akina Remix II~ - 25 septembre 1998
19. Akina Nakamori ~Best Collection~ - 21 octobre 1998
20. Akina Nakamori Special Best  - 20 octobre 1999
21. The Century of Akina ~ Warner 30th Anniversary Box - 22 novembre 2000
22. Akina Nakamori 20th Anniversary Best - 14 novembre 2001
23. For Dear Friends~Akina Nakamori Single Collection Box~ - 21 août 2002
24. Akina Nakamori~Utahime Double Decade~ - 4 décembre 2002
25. Unbalance+Balance + 6 - 4 décembre 2002
26. Utahime Special Edition - 4 décembre 2002
27. La Alteracion + 4 -  4 décembre 2002
28. Shaker + 3 - 4 décembre 2002
29. Akina Nakamori Singles 27 1982-1991 - 26 février 2003
30. Utahime Complete Box Empress Akina Nakamori 1994~2004 - 1er décembre 2004
31. Best Finger 25th Anniversary Selection - 11 janvier 2006
32. Akina Box Akina Nakamori 1982 - 1989 ~ 25th Anniversary Special Box - 21 juin 2006